# Andreas Graf
Andreas Graf (født 7. august 1985 i Ebreichsdorf) er en cykelrytter fra Østrig. Hans foretrukne disciplin er banecykling, hvor han har vundet medaljer ved EM og nationale mesterskaber. På landevej kører han for holdet Team Hrinkow Advarics Cycleang.